# دبليو 25 (قنبلة نووية)

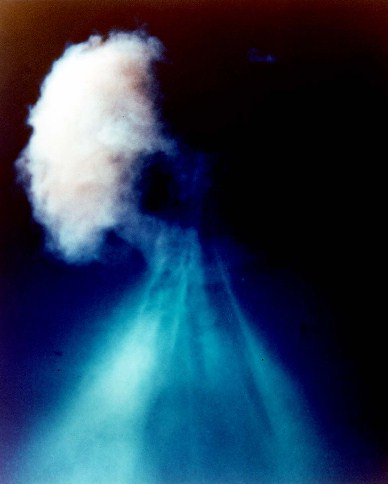
اختبار مباشر لصاروخ دبليو 25

دبليو 25 هو رأس حربي نووي صغير طورته القوات الجوية الأمريكية ومختبر لوس ألاموس العلمي لاستخدامه في الدفاع الجوي. كانت قنبلة انشطارية وبدأ تطوير السلاح في عام 1954 بناء على طلب من دوغلاس للطائرات لاستخدامها ضد قاذفات العدو.
تم استخدام دبليو 25 في عام 1957 وكان المستخدم الوحيد الولايات المتحدة هي كندا وتم خروجه من الخدمة في ديسمبر 1984.